# Матеуш Кліх
Матеуш Кліх (пол. Mateusz Klich, нар. 13 червня 1990, Тарнів) — польський футболіст, півзахисник клубу МЛС «Атланта Юнайтед» та національної збірної Польщі.

## Клубна кар'єра
Народився 13 червня 1990 року в місті Тарнів. Вихованець юнацьких команд футбольних клубів «Тарновія» та «Краковія». У дорослому футболі дебютував 2008 року виступами за команду «Краковія», в якій провів три сезони, взявши участь у 56 матчах чемпіонату.
14 червня 2011 року Матеуш підписав 3-річний контракт з німецьким «Вольфсбургом». Сума трансферу склала 1,5 млн. євро, що зробило Кліха найдорожчим трансферним продажем в історії «Краковії». Тим не менш поляк не зумів виправдати сподівання і виступав виключно за резервну команду в Регіоналлізі.
В результаті у січні 2013 року Кліх був відданий в оренду в нідерландське «Зволле», а вже влітку 2013 року цей клуб викупив права на футболіста за 200 тис. євро. Матеуш був основним гравцем клубу і допоміг йому у сезоні 2013/14 виграти Кубок Нідерландів. Після цього у червні 2014 року «Вольфсбург» вирішив скористатись правом про викуп футболіста, яке було закладене при попередньому переході, і повернув поляка до свого клубу, але знову дебютувати за першу команду він так і не зумів, програвши конкуренцію перспективному Кевіну Де Брейне.
На початку 2015 року Кліх перейшов у клуб Другої Бундесліги «Кайзерслаутерн», з яким він підписав контракт до літа 2018 року. Втім і у цій команді поляк не став основним гравцем, зігравши за півтора роки лише 21 матч у другому дивізіоні.
У сезоні 2016/17 Кліх виступав за «Твенте», де був основним гравцем і допоміг команді посісти 7 місце, після чого 23 червня 2017 року перейшов в англійський «Лідс Юнайтед». Тут Матеуш спочатку не був основним гравцем і навіть здавався в оренду в нідерландський «Утрехт» на другу половину сезону 2017/18, але після приходу влітку на посаду головного тренера «Лідса» Марсело Б'єлси, поляк став безсумнівним основним півзахисником клубу і допоміг йому 2020 року посісти 1 місце в Чемпіоншипі та вийти до Прем'єр-ліги після 16 років відсутності. Станом на 23 травня 2021 року відіграв за команду з Лідса 130 матчів в національному чемпіонаті, забивши 20 голів.
В січні 2023 року як вільний агент Кліх перейшов до клубу МЛС «Ді Сі Юнайтед», з яким підписав контракт на два роки. По завершенню сезону 2024 року футболіст перейшов до «Атланта Юнайтед».

## Виступи за збірні
2008 року дебютував у складі юнацької збірної Польщі (U-18), загалом на юнацькому рівні взяв участь в 11 іграх, відзначившись одним забитим голом.
Протягом 2010—2011 років залучався до складу молодіжної збірної Польщі. На молодіжному рівні зіграв у 9 офіційних матчах, забив 2 голи.
5 червня 2011 року дебютував в офіційних іграх у складі національної збірної Польщі в товариському матчі проти збірної Аргентини (2:1). А вже у наступному матчі, 14 серпня 2013 року у товариській грі проти Данії (3:2) Кліх забив свій перший гол у збірній.
У травні 2021 року потрапив до фінальної заявки збірної на чемпіонат Європи 2020 року.
| Дата       | Місто      | Господарі            | Результат | Гості                | Турнір                               | Голи | Примітки |
| ---------- | ---------- | -------------------- | --------- | -------------------- | ------------------------------------ | ---- | -------- |
| 5-6-2011   | Варшава    | Польща               | 2 – 1     | Аргентина            | товариський матч                     | -    | 90'      |
| 14-8-2013  | Гданськ    | Польща               | 3 – 2     | Данія                | товариський матч                     | 1    | 86'      |
| 6-9-2013   | Варшава    | Польща               | 1 – 1     | Чорногорія           | Відбір до ЧС 2014                    | -    |          |
| 10-9-2013  | Серравалле | Сан-Марино           | 1 – 5     | Польща               | Відбір до ЧС 2014                    | -    | 42'      |
| 11-10-2013 | Харків     | Україна              | 1 – 0     | Польща               | Відбір до ЧС 2014                    | -    | 66'      |
| 15-10-2013 | Лондон     | Англія               | 2 – 0     | Польща               | Відбір до ЧС 2014                    | -    | 46'      |
| 5-3-2014   | Варшава    | Польща               | 0 – 1     | Шотландія            | товариський матч                     | -    | 82'      |
| 13-5-2014  | Гамбург    | Німеччина            | 0 – 0     | Польща               | товариський матч                     | -    | 81'      |
| 6-6-2014   | Гданськ    | Польща               | 2 – 1     | Литва                | товариський матч                     | -    | 72'      |
| 7-9-2014   | Фару       | Гібралтар            | 0 – 7     | Польща               | Відбір до ЧЄ 2016                    | -    | 17' 71'  |
| 7-9-2018   | Болонья    | Італія               | 1 – 1     | Польща               | Ліга націй УЄФА 2018-2019 - 1-й етап | -    | 14' 56'  |
| 11-9-2018  | Вроцлав    | Польща               | 1 – 1     | Ірландія             | товариський матч                     | 1    | 61'      |
| 11-10-2018 | Хожув      | Польща               | 2 – 3     | Португалія           | Ліга націй УЄФА 2018-2019 - 1-й етап | -    | 48' 63'  |
| 15-11-2018 | Гданськ    | Польща               | 0 – 1     | Чехія                | товариський матч                     | -    |          |
| 20-11-2018 | Гімарайнш  | Португалія           | 1 – 1     | Польща               | Ліга націй УЄФА 2018-2019 - 1-й етап | -    | 75'      |
| 21-3-2019  | Відень     | Австрія              | 0 – 1     | Польща               | Відбір до ЧЄ 2020                    | -    |          |
| 24-3-2019  | Варшава    | Польща               | 2 – 0     | Латвія               | Відбір до ЧЄ 2020                    | -    | 62'      |
| 7-6-2019   | Скоп'є     | Північна Македонія   | 0 – 1     | Польща               | Відбір до ЧЄ 2020                    | -    | 90'      |
| 10-6-2019  | Варшава    | Польща               | 4 – 0     | Ізраїль              | Відбір до ЧЄ 2020                    | -    | 75'      |
| 6-9-2019   | Любляна    | Словенія             | 2 – 0     | Польща               | Відбір до ЧЄ 2020                    | -    | 37' 70'  |
| 9-9-2019   | Варшава    | Польща               | 0 – 0     | Австрія              | Відбір до ЧЄ 2020                    | -    | 77' 85'  |
| 10-10-2019 | Рига       | Латвія               | 0 – 3     | Польща               | Відбір до ЧЄ 2020                    | -    | 60'      |
| 16-11-2019 | Єрусалим   | Ізраїль              | 1 – 2     | Польща               | Відбір до ЧЄ 2020                    | -    | 70'      |
| 4-9-2020   | Амстердам  | Нідерланди           | 1 – 0     | Польща               | Ліга націй УЄФА 2020-2021 - 1-й етап | -    | 32'      |
| 7-9-2020   | Зениця     | Боснія і Герцеговина | 1 – 2     | Польща               | Ліга націй УЄФА 2020-2021 - 1-й етап | -    | 68'      |
| 7-10-2020  | Гданськ    | Польща               | 5 – 1     | Фінляндія            | товариський матч                     | -    | 71'      |
| 11-10-2020 | Гданськ    | Польща               | 0 – 0     | Італія               | Ліга націй УЄФА 2020-2021 - 1-й етап | -    | 70'      |
| 14-10-2020 | Вроцлав    | Польща               | 3 – 0     | Боснія і Герцеговина | Ліга націй УЄФА 2020-2021 - 1-й етап | -    | 20' 64'  |
| 11-11-2020 | Хожув      | Польща               | 2 – 0     | Україна              | товариський матч                     | -    |          |
| 18-11-2020 | Хожув      | Польща               | 1 – 2     | Нідерланди           | Ліга націй УЄФА 2020-2021 - 1-й етап | -    |          |
| Усього     |            | Матчів               | 30        |                      | Голів                                | 2    |          |

## Титули і досягнення
- Володар Кубка Нідерландів (1):

«Зволле»: 2013/14